# Lombs periodogram
Lombs Periodogram, eller Lomb-Scargle Periodogram,  är en metod för att skatta frekvensspektrum för data som inte är samplade med jämnt intervall .
Antag att data är {\displaystyle x_{i}}, tillgängliga vid tidpunkter {\displaystyle t_{i}} för {\displaystyle i=1,...,N}.
Spektrumet vid {\displaystyle \omega } kan då skattas genom att beräkna 
{\displaystyle P(\omega )={\frac {\left(\sum _{i=1}^{N}{x_{i}\cos \left(\omega \left(t_{i}-\tau \left(\omega \right)\right)\right)}\right)^{2}}{\sum _{i=1}^{N}{\cos ^{2}(\omega (t_{i}-\tau (\omega )))}}}+{\frac {\left(\sum _{i=1}^{N}{x_{i}\sin(\omega (t_{i}-\tau (\omega )))}\right)^{2}}{\sum _{i=1}^{N}{\sin ^{2}(\omega (t_{i}-\tau (\omega )))}}}}
där {\displaystyle \tau } definieras med hjälp av
{\displaystyle \tan(2\omega \tau )={\frac {\sum _{i=1}^{N}{\sin(2\omega t_{i})}}{\sum _{i=1}^{N}{\cos(2\omega t_{i})}}}}.
Scargle visade att den här skattningen är statistiskt ekvivalent med ett vanligt periodogram vid jämnt samplad data .
Lomb visade i sin tur att skattningen är ekvivalent med en minsta-kvadrat skattningen vid varje frekvens , med andra ord ges samma resultat genom att först beräkna
{\displaystyle \mathbf {s} _{\omega }={\begin{bmatrix}\sin(\omega t_{1})\\\sin(\omega t_{2})\\\vdots \\\sin(\omega t_{N})\end{bmatrix}}}, {\displaystyle \mathbf {c} _{\omega }={\begin{bmatrix}\cos(\omega t_{1})\\\cos(\omega t_{2})\\\vdots \\\cos(\omega T_{N})\end{bmatrix}}}, {\displaystyle \mathbf {x} ={\begin{bmatrix}x_{1}\\x_{2}\\\vdots \\x_{N}\end{bmatrix}}}
samt
{\displaystyle A_{\omega }={\begin{bmatrix}\mathbf {s} _{\omega }&\mathbf {c} _{\omega }\end{bmatrix}}}
och spektrumet kan sedan skattas genom att beräkna
{\displaystyle {\begin{bmatrix}S_{\omega }\\C_{\omega }\end{bmatrix}}=(A_{\omega }^{T}A_{\omega })A_{\omega }^{T}\mathbf {x} }, 
där 
{\displaystyle P(\omega )=S_{\omega }^{2}+C\omega ^{2}}.